# Каатинга
Каатинга (на португалски: Caatinga) е полупустинна тропическа рядка гора в североизточната част на Бразилското плато. На езика тупи означава „Бяла гора“.
Заема площ около 750 000 км2. Районът е подходящ за скотовъдство (отглеждат се говеда) и растениевъдство – грозде, папая, пъпеш. Периодично страда от силна суша. Териториите, заети от каатинга, са сред най-изостаналите части от страната в икономическо отношение.

## География
Намира се в североизточната част на Бразилия, близо до Атлантическия океан. По релеф и поради ветровете и теченията наподобява африканските савани в района на Сахел с 2 сезона – продължителен сух сезон, който трае около 9 мес. и кратък дъждовен сезон – около 3 мес. Напояването на земята е непостоянно. Има нужда от нови водохранилища, съвременни напоителни системи. Основната водна артерия в региона е река Сао Франсиско.
Растителността е предимно от сухоустойчиви нискостъблени дървета и храсти и сукулентни растителни видове (кактуси, агаве, бутилково дърво и др.). Листата на дървета окапват по време на сушата. Значителен брой едногодишни растения поникват, цъфтят и умират през дъждовния сезон.